# Землетрясение в Тонге (2009)
Сильное землетрясение магнитудой 7,9 произошло 19 марта 2009 года в 18:17:41 UTC (21.17 мск) у берегов Тонги. По имеющимся данным, эпицентр находился в океане на глубине 10 километров в 210 километрах к юго-юго-востоку от столицы Тонги, города Нукуалофа и в 480 километрах к востоку-юго-востоку от островов Фиджи. Представителей Тихоокеанского центра предупредили о угрозе цунами. Информации об жертвах и разрушениях нет.